# F.P.G.
F.P.G (Fair Play Gang) — российская панк-рок группа, созданная в 1998 году в Нижнем Новгороде.

## История
Идея создания группы и её названия принадлежит фронтмену F.P.G. — Антону «Пуху» Павлову. Датой основания группы с активно действующим составом принято считать 13 октября 1998 года. Летом 1999 года был записан дебютный альбом «Родина ждёт героев…», большую часть материала которого «Пух» сочинил в 1993—1994 годах. В начале 2000 года альбом был выпущен несколькими тиражами на столичном лейбле «SoundAge productions». Позднее в тиражи альбома были добавлены две кавер-версии: песни группы «Кино» «Мама, мы все тяжело больны» и песни группы «Гражданская Оборона» «Умереть молодым», записанные в 2000—2001 годах.
Зимой 2000—2001 года был записан второй альбом — «Гонщики». Альбом содержал композиции в нескольких стилях, а также русскоязычные кавер-версии песен «Ace of Spades» (Туз Пик) Motörhead и «My Way» (муз.- Клод Франсуа, стих.- Пол Анка, в интерпретации Sex Pistols). Также позднее в тиражи альбома добавлена кавер-версия песни группы Purgen «Работэйшн», записанная на той же студии и вошедшая в сборник «15 Years of Pure Generation (A tribute to Purgen)» в 2005 году.
В декабре 2004 года вышел третий студийный альбом «Гавнорок», записанный на студии «Тонмейстер» Максимом Созоновым, работавшим с F.P.G. над их предыдущим альбомом «Гонщики». В этот же альбом включены кавер-версия песни «Ночь» группы «Кино» в рок-аранжировке, а также кавер-версия на русском языке песни «Rebels Till We Die» (Бунтари) нью-йоркской хардкор-группы Warzone.
В 2005 и 2007 годах были выпущены два официальных концертных DVD.
С 2005 года F.P.G. является участником фестиваля «Нашествие», а также других масштабных фестивалей, с 2012—2013 годов группу начинают приглашать в качестве хэдлайнера.
В 2005, 2006, 2009, 2017 годах F.P.G. сыграли несколько концертов (в Нижнем Новгороде и Москве) с кумирами своей юности — группой The Exploited (UK) и в июне 2006 г. в Москве на разогреве американской хардкор-панк группы Suicidal Tendencies.
Летом 2008 года, после серии концертов с акустической программой, группа выпускает концертный альбом «Punk-Jazz».
В 2009 году на сборнике «Выход дракона (Трибьют Рикошет)» вышла кавер-версия песни группы «Объект насмешек» «Луна» в исполнении F.P.G. На этом же сборнике Пух исполнил песню «Объекта насмешек» «Танец» в рок-аранжировке музыкантов группы «Алиса».
В 2010 году группа выпустила четвёртый студийный альбом под названием «Стихия». Альбом характеризуется глубиной лирики, пониженным гитарным строем, рифовой основой большинства песен, включением партий духовых инструментов. Впервые группа записала две рок-баллады: «В Пути» и — завершающим треком — кавер-версию песни Виктора Цоя «Легенда». Вместе с альбомом выходит клип на песню «Ночь» (кавер на песню группы «Кино»).
Осенью 2012 года F.P.G. записывают сингл «Там, где ты есть» совместно с приглашёнными артистами (Александром «Чачей» Ивановым, Андреем Князевым, Ильёй Чёртом и др.), позднее на композицию выходит клип. В этом же году музыканты принимают участие в трибьюте группы «Аквариум», исполнив свою кавер-версию на песню «Мама, я не могу больше пить» (для записи партий скрипки была пригашена Люся Махова, фронтвумен группы «Дайте Два»). Также в тот период был записан кавер на песню В. С. Высоцкого «Ещё не вечер» в рок-аранжировке.
В начале 2015 года группа выпустила мини-альбом «Новый EP».
Осенью 2015 года F.P.G. выпустили пятый студийный альбом «Сквозь ненависть», объединивший в себе стилевые эксперименты и наиболее узнаваемые черты многолетнего творчества музыкантов. В альбом также вошла кавер-версия песни Виктора Цоя «Пора» в рок-аранжировке.
В 2016 году F.P.G. приняли участие в трибьюте группы «Калинов мост», записав свою версию песни «Красные собаки», на которую также было снято видео.
В сентябре 2017 года группа выпустила новый сингл «Злой Rock», куда помимо заглавной песни вошел трек под названием «Племя». На обе композиции сняты клипы.
В 2018 году группа выпускает студийный альбом «#новоестароезлое».

## Состав

### Текущий состав
- Антон Павлов — вокал, гитара (с 1998)
- Дмитрий Селезнёв — гитара (с 1998)
- Мако Лиманский — бас (2008, с 2020)
- Павел Бравичев — барабаны (с 2003)
- Дмитрий Бельтюков — звук (с 2008)

### Бывшие участники
- Алексей Ложкин — барабаны (1998—2003,умер в 2021)
- Владимир Гуренко — бас (1998—2008)
- Михаил Мурашёв — бас (1997—1998)
- Евгений Уралёв — бас (2008—2020)
- Сергей Волгушев — труба (2008—2022)

## Дискография

### Студийные альбомы
- 1999 — «Родина ждёт героев — пиз## рожает дураков»
- 2001 — «Гонщики»
- 2004 — «Гавнорок»
- 2010 — «Стихия»
- 2015 — «Сквозь ненависть»
- 2018 — «новоестароезлое» (сборник)

### EP
- 2014 — «Стремиться» (ЕР)

### Синглы
- 2010 — «Стихия»
- 2012 — «Там, где ты есть»
- 2017 — «Злой Rock»
- 2017 — «Племя»
- 2020 — «Жду чуда» (25/17 cover)
- 2022 — «Бляха-муха» (Трибьют Объект насмешек, Рикошет, Выход дракона, Часть 2)
- 2023 — «Незнайка» (Егор Летов cover)
- 2024 — «Грязный Панк»
- 2025 — «Мы», «Хулиган» (Любэ 35. Всë опять начинается. Трибьют)

### Концертные альбомы
- 2005 — 17.02.2005 (DVD)
- 2006 — В Точке (DVD)
- 2008 — «Punk Jazz»